# Dasyhippus peipingensis
Dasyhippus peipingensis är en insektsart som först beskrevs av Chang, K.S.F. 1939.  Dasyhippus peipingensis ingår i släktet Dasyhippus och familjen gräshoppor. Inga underarter finns listade i Catalogue of Life.